# Línea 285 (Interurbanos Madrid)
La línea 285 de la red de autobuses interurbanos de Madrid une Coslada con Arganda del Rey.

## Características
Esta línea une entre sí los municipios de Coslada, San Fernando de Henares, Mejorada del Campo, Velilla de San Antonio y Arganda del Rey.
Las expediciones de fin de semana recortan su recorrido, prestando servicio entre Mejorada y la estación de La Poveda, en Arganda.
La línea no mantiene los mismos horarios todo el año, desde el 15 de julio al 31 de agosto se reducen el número de expediciones los días laborables entre semana (sábados laborables, domingos y festivos tienen los mismos horarios todo el año), además de los días excepcionales vísperas de festivo y festivos de Navidad en los que los horarios también cambian y se reducen.
Está operada por la empresa Avanza Movilidad Integral mediante la concesión administrativa VCM-201 - Madrid – Loeches – Arganda del Rey (Viajeros Comunidad de Madrid) del Consorcio Regional de Transportes de Madrid.
1. ↑  «Avanza - Línea 285».

## Horarios

### 1 septiembre - 14 julio
| Lunes a viernes laborables | Lunes a viernes laborables | Sábados laborables, domingos y festivos | Sábados laborables, domingos y festivos |
| Coslada > Arganda          | Arganda > Coslada          | Mejorada > La Poveda                    | La Poveda > Mejorada                    |
| 05:50                      | 07:05                      | 11:30                                   | 12:00                                   |
| 06:50                      | 07:30                      | 12:30                                   | 13:00                                   |
| 08:25                      | 08:05                      | 13:30                                   | 14:00                                   |
| 09:25                      | 09:40                      | 17:30                                   | 18:00                                   |
| 10:50                      | 10:40                      | 18:30                                   | 19:00                                   |
| 12:00                      | 13:15                      | 19:30                                   | 20:00                                   |
| 14:35                      | 14:30                      | 20:30                                   | 21:00                                   |
| 15:50                      | 15:50                      | 21:30                                   | 22:00                                   |
| 17:05                      | 17:05                      |                                         |                                         |
| 18:25                      | 18:20                      |                                         |                                         |
| 19:40                      | 19:40                      |                                         |                                         |
| 21:00                      | 20:55                      |                                         |                                         |
| 22:10                      | 22:15                      |                                         |                                         |
|                            | 23:15                      |                                         |                                         |

### 15 julio - 31 agosto
| Lunes a viernes laborables | Lunes a viernes laborables | Sábados laborables, domingos y festivos | Sábados laborables, domingos y festivos |
| Coslada > Arganda          | Arganda > Coslada          | Mejorada > La Poveda                    | La Poveda > Mejorada                    |
| 05:55                      | 07:00                      | 11:30                                   | 12:00                                   |
| 07:00                      | 07:30                      | 12:30                                   | 13:00                                   |
| 08:15                      | 08:10                      | 13:30                                   | 14:00                                   |
| 09:25                      | 09:20                      | 17:30                                   | 18:00                                   |
| 11:55                      | 10:35                      | 18:30                                   | 19:00                                   |
| 13:15                      | 13:05                      | 19:30                                   | 20:00                                   |
| 14:25                      | 14:20                      | 20:30                                   | 21:00                                   |
| 15:30                      | 15:35                      | 21:30                                   | 22:00                                   |
| 16:50                      | 16:35                      |                                         |                                         |
| 19:15                      | 18:00                      |                                         |                                         |
| 21:35                      | 20:25                      |                                         |                                         |
|                            | 22:40                      |                                         |                                         |

1. 1 2  Sólo días lectivos desde Velilla de San Antonio (calle Doctor Enrique Alcorta).

## Recorrido y paradas

### Sentido Arganda
| Código | Parada                                      | Común con                      | Conexiones con Metro y Cercanías | Municipio               | Zona |
| ------ | ------------------------------------------- | ------------------------------ | -------------------------------- | ----------------------- | ---- |
| 09972  | Estación Ferrocarril - Est. San Fernando    | 287                            | San Fernando                     | Coslada                 |      |
| 07136  | Av. San Pablo - B.º Estación                | 281 282 284 287 1 2            |                                  | Coslada                 |      |
| 07137  | Av. San Pablo - Pza. Ntra. Sra. Los Ángeles | 281 282 284 287 1 2            |                                  | Coslada                 |      |
| 07139  | Av. San Pablo - Clínica                     | 281 282 284 287 1              |                                  | Coslada                 |      |
| 07242  | José Alix Alix - Av. Montserrat             | 282 284                        |                                  | San Fernando de Henares |      |
| 12521  | Ventura de Argumosa - Residencia            | 282 284 288 822 SE7            |                                  | San Fernando de Henares |      |
| 12522  | Ventura de Argumosa - Nazario Calonge       | 282 284 288 822 1              |                                  | San Fernando de Henares |      |
| 12523  | Ctra. Mejorada - Enrique Tierno Galván      | 280 282 284                    |                                  | San Fernando de Henares |      |
| 07243  | Ctra. Mejorada - Av. San Sebastián          | 280 282 284                    |                                  | San Fernando de Henares |      |
| 07244  | Ctra. Mejorada - Est. Henares               | 280 282 284                    | Henares                          | San Fernando de Henares |      |
| 20794  | Av. Martin Luther King - Igualdad           | 280 281 282 284 288            |                                  | San Fernando de Henares |      |
| 07254  | Ctra. M-206 - Palacio El Negralejo          | 280 282 284                    |                                  | San Fernando de Henares |      |
| 07255  | Ctra. M-203 - Cruce Ctra. Cristo de Rivas   | 280 282 284 341                |                                  | San Fernando de Henares |      |
| 07256  | Ctra. M-203 - Viveros                       | 280 282 284 341                |                                  | San Fernando de Henares |      |
| 18080  | Ctra. M-203 - Lavandería                    | 280 282 284 341                |                                  | San Fernando de Henares |      |
| 20108  | Av. Europa - Concordia                      |                                |                                  | Mejorada del Campo      |      |
| 20106  | Av. Europa - Ciudad de Lisboa               |                                |                                  | Mejorada del Campo      |      |
| 20112  | Miguel Hernández - Av. Europa               |                                |                                  | Mejorada del Campo      |      |
| 07260  | Av. Juan Gris - Miguel Hernández            | 280 282 340 341                |                                  | Mejorada del Campo      |      |
| 07261  | Av. Juan Gris - Francisco de Goya           | 280 282 340 341                |                                  | Mejorada del Campo      |      |
| 07262  | Castilla - Polígono industrial              | 280 282 340 341                |                                  | Mejorada del Campo      |      |
| 11440  | Duero - Castilla                            | 280 282 340 341                |                                  | Mejorada del Campo      |      |
| 10461  | Portugal - Av. Reja Grande                  | 280 282 340 341                |                                  | Mejorada del Campo      |      |
| 10453  | Ctra. M-208 - La Raya                       | 280 282 284 341                |                                  | Velilla de San Antonio  |      |
| 07265  | Federico García Lorca - Mirlos              | 280 282 284 341                |                                  | Velilla de San Antonio  |      |
| 15783  | Olivar - Federico García Lorca              | 280 282 284 341                |                                  | Velilla de San Antonio  |      |
| 15784  | Olivar - Paz Camacho                        | 280 282 284 341                |                                  | Velilla de San Antonio  |      |
| 12262  | Olivar - Instituto                          | 280 282 284 341                |                                  | Velilla de San Antonio  |      |
| 12263  | Antonio Palacios - Mayor                    | 280 282 284 341                |                                  | Velilla de San Antonio  |      |
| 12264  | Joselito - Saiz de Rueda                    | 280 282 341                    |                                  | Velilla de San Antonio  |      |
| 17461  | Dr. Enrique Alcorta - Venezuela             | 280 282 341                    |                                  | Velilla de San Antonio  |      |
| 12039  | Av. Carpinteros - Pol. Ind. Miralrío        |                                |                                  | Velilla de San Antonio  |      |
| 11851  | Ctra. M300 - Brezo                          | 320 1                          |                                  | Arganda del Rey         |      |
| 12201  | Aparcamiento - Est. La Poveda               | 1                              | La Poveda                        | Arganda del Rey         |      |
| 11636  | Ctra. M300 - Puerto de Cotos                | 320 1                          |                                  | Arganda del Rey         |      |
| 07449  | Gran Vía - Monte Potrero                    | 312A 1 2                       |                                  | Arganda del Rey         |      |
| 07450  | Monte Potrero - Ibiza                       | 312A 1 2                       |                                  | Arganda del Rey         |      |
| 09779  | Av. Cañal - Monte Potrero                   | 312A                           |                                  | Arganda del Rey         |      |
| 09781  | Av. Cañal - Cabo de la Nao                  | 312A                           |                                  | Arganda del Rey         |      |
| 07451  | Av. Madrid - Av. Finanzauto                 | 312 312A 320 330 351 352 353 2 |                                  | Arganda del Rey         |      |
| 07452  | Av. Madrid - Cº del Valle                   | 312 312A 320 330 351 352 353 2 |                                  | Arganda del Rey         |      |
| 07453  | Av. Madrid - La Perla                       | 312 312A 320 330 351 352 353 2 |                                  | Arganda del Rey         |      |
| 10665  | Ctra. Loeches - Virgen de Guadalupe         | 320 2 4                        | Arganda del Rey                  | Arganda del Rey         |      |
| 09754  | Ctra. Loeches - Parque                      | 320 2 4                        |                                  | Arganda del Rey         |      |
| 20814  | Av. Andalucía - Dr. Escribano Ortiz         |                                |                                  | Arganda del Rey         |      |
| 17829  | Av. Valencia - Recintos Feriales            |                                |                                  | Arganda del Rey         |      |
| 20816  | Recinto ferial - Camino de Alcalá           |                                |                                  | Arganda del Rey         |      |

### Sentido Coslada
| Código | Parada                                     | Común con                              | Conexiones con Metro y Cercanías | Municipio               | Zona |
| ------ | ------------------------------------------ | -------------------------------------- | -------------------------------- | ----------------------- | ---- |
| 20816  | Recinto ferial - Camino de Alcalá          |                                        |                                  | Arganda del Rey         |      |
| 17827  | Av. Valencia - Recintos Feriales           |                                        |                                  | Arganda del Rey         |      |
| 20815  | Av. Andalucía - Dr. Escribano Ortiz        |                                        |                                  | Arganda del Rey         |      |
| 07462  | Ctra. Loeches - Parque                     | 312 312A 313 320 326 1 2               |                                  | Arganda del Rey         |      |
| 10655  | Ctra. Loeches - Dr. Escribano Ortiz        | 313 320 321 322 326 350A 350B 350C 1 2 | Arganda del Rey                  | Arganda del Rey         |      |
| 07464  | Av. Madrid - La Perla                      | 312 312A 326 330 351 352 353 2         |                                  | Arganda del Rey         |      |
| 07465  | Av. Madrid - Pasaje Ana María del Valle    | 312 312A 326 330 351 352 353 2         |                                  | Arganda del Rey         |      |
| 07466  | Av. Madrid - Las Palmas                    | 312 312A 326 330 351 352 353 2         |                                  | Arganda del Rey         |      |
| 09782  | Av. Cañal - Cabo de la Nao                 | 312A                                   |                                  | Arganda del Rey         |      |
| 09780  | Av. Cañal - Monte Potrero                  | 312A                                   |                                  | Arganda del Rey         |      |
| 10627  | Reyes Magos - Instituto                    | 1 2                                    |                                  | Arganda del Rey         |      |
| 07468  | Monte Potrero - Niño Jesús                 | 312A 1 2                               |                                  | Arganda del Rey         |      |
| 07469  | Gran Vía - Monte Potrero                   | 312A 1 2                               |                                  | Arganda del Rey         |      |
| 11637  | Ctra. M300 - Monte Rosa                    | 1                                      |                                  | Arganda del Rey         |      |
| 12201  | Aparcamiento - Est. La Poveda              | 1                                      | La Poveda                        | Arganda del Rey         |      |
| 18273  | Tomas Edison - Av. Galileo Galilei         | 1                                      |                                  | Arganda del Rey         |      |
| 15365  | Ctra. M300 - Brezo                         | 1                                      |                                  | Arganda del Rey         |      |
| 12039  | Av. Carpinteros - Pol. Ind. Miralrío       |                                        |                                  | Velilla de San Antonio  |      |
| 15061  | Dr. Enrique Alcorta - Frascuelo            | 280 282 341                            |                                  | Velilla de San Antonio  |      |
| 12265  | Joselito - Pza. Perú                       | 280 282 341                            |                                  | Velilla de San Antonio  |      |
| 11437  | Antonio Palacios - Mayor                   | 280 282 284 341                        |                                  | Velilla de San Antonio  |      |
| 11441  | Olivar - Instituto                         | 280 282 284 341                        |                                  | Velilla de San Antonio  |      |
| 07279  | Av. Ilustración - Paz Camacho              | 280 282 284 341                        |                                  | Velilla de San Antonio  |      |
| 07280  | Av. Ilustración - Parque Doña Catalina     | 280 282 284 341                        |                                  | Velilla de San Antonio  |      |
| 07281  | Federico García Lorca - Olivar             | 280 282 284 341                        |                                  | Velilla de San Antonio  |      |
| 07282  | Federico García Lorca - Mirlos             | 280 282 284 341                        |                                  | Velilla de San Antonio  |      |
| 11015  | Ctra. M-208 - La Raya                      | 280 282 284 341                        |                                  | Velilla de San Antonio  |      |
| 10463  | Duero - Portugal                           | 280 282 341                            |                                  | Mejorada del Campo      |      |
| 11439  | Duero - Castilla                           | 280 282 341                            |                                  | Mejorada del Campo      |      |
| 10012  | Castilla - Polígono industrial             | 280 282 341                            |                                  | Mejorada del Campo      |      |
| 15571  | Av. Juan Gris - Pirineos                   | 280 282 340 341                        |                                  | Mejorada del Campo      |      |
| 07287  | Av. Juan Gris - Francisco de Goya          | 280 282 340 341                        |                                  | Mejorada del Campo      |      |
| 20103  | Antonio Machado - Joan Miró                |                                        |                                  | Mejorada del Campo      |      |
| 20104  | Av. Ernesto Che Guevara - Alcalde E. Baeza |                                        |                                  | Mejorada del Campo      |      |
| 20105  | Av. Europa - Oslo                          |                                        |                                  | Mejorada del Campo      |      |
| 20107  | Av. Europa - Concordia                     |                                        |                                  | Mejorada del Campo      |      |
| 10460  | Ctra. M-203 - Lavandería                   | 280 282 284 341                        |                                  | San Fernando de Henares |      |
| 07291  | Ctra. M-203 - Viveros                      | 280 282 284 341                        |                                  | San Fernando de Henares |      |
| 07293  | Ctra. M-206 - Palacio El Negralejo         | 280 282 284                            |                                  | San Fernando de Henares |      |
| 20793  | Av. Martin Luther King - Igualdad          | 280 281 282 284 288                    |                                  | San Fernando de Henares |      |
| 07295  | Ctra. Mejorada - Est. Henares              | 280 282 284                            | Henares                          | San Fernando de Henares |      |
| 07296  | Ctra. Mejorada - Av. San Sebastián         | 280 282 284                            |                                  | San Fernando de Henares |      |
| 12518  | Av. Irún - Centro de día                   | 282 284 288 822 SE7 1                  |                                  | San Fernando de Henares |      |
| 12519  | Ventura de Argumosa - Nazario Calonge      | 281 282 284 288 822 1                  |                                  | San Fernando de Henares |      |
| 07252  | Presa - Rafael Sánchez Farlosio            | 281 282 284 1                          |                                  | San Fernando de Henares |      |
| 12593  | Av. Montserrat - Huesca                    | 281 282 283 284 1 SE71                 |                                  | San Fernando de Henares |      |
| 07297  | José Alix Alix - Av. Montserrat            | 281 282 284 1 SE71                     |                                  | San Fernando de Henares |      |
| 07132  | Av. San Pablo - Clínica                    | 281 282 284 287 1                      |                                  | Coslada                 |      |
| 07133  | Av. San Pablo - ITV                        | 281 282 284 287 1                      |                                  | Coslada                 |      |
| 18785  | Av. San Pablo - B.º Estación               | 287                                    |                                  | Coslada                 |      |
| 09972  | Estación Ferrocarril - Est. San Fernando   | 287                                    | San Fernando                     | Coslada                 |      |